# San Antonio Stars

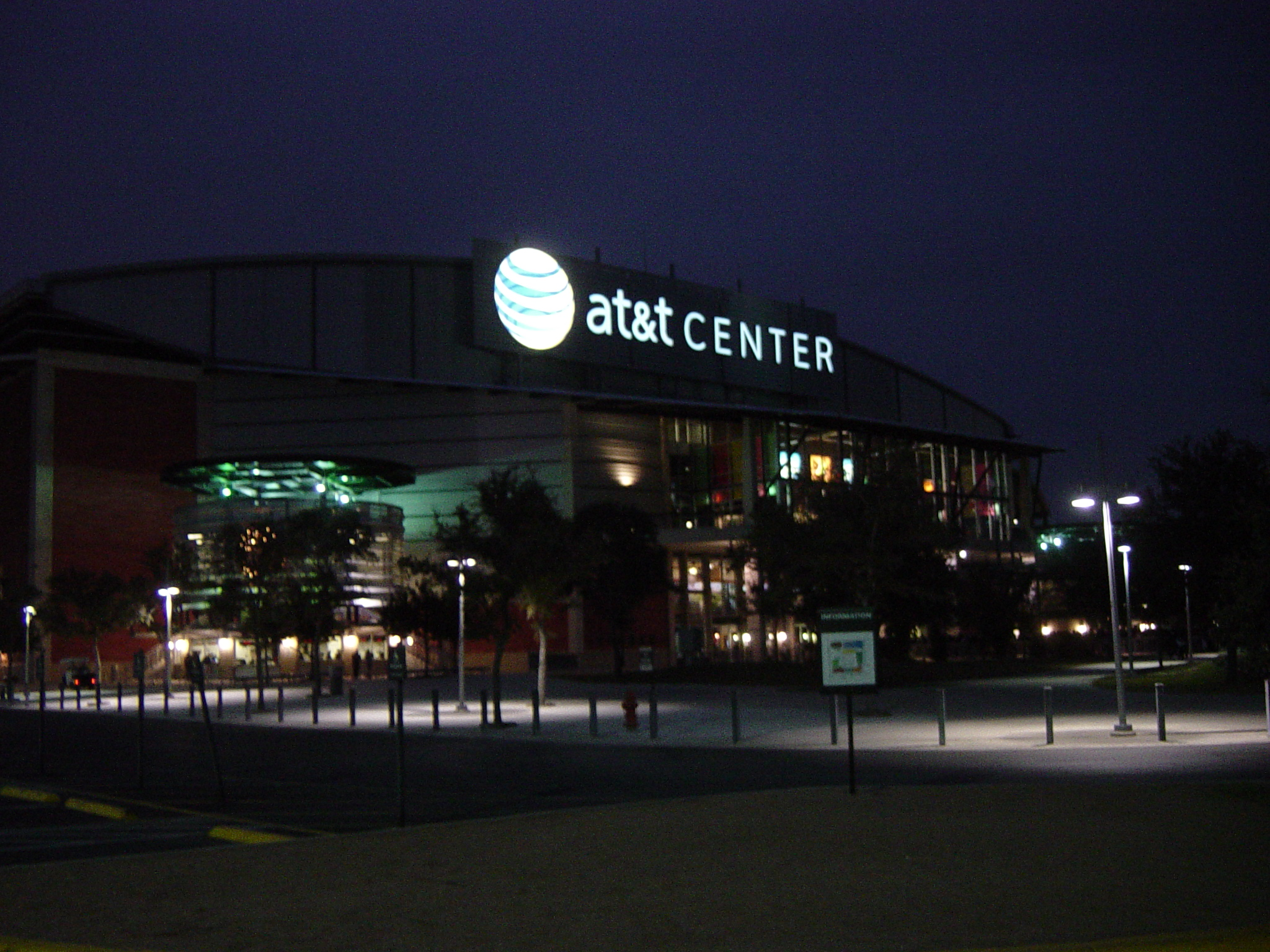
San Antonio Silver Stars hemmaarena AT&T Center.

San Antonio Stars, som grundades 1997, är en basketklubb i San Antonio i Texas som spelar i damligan WNBA sedan säsongen 1997. 
Laget, som spelar sin hemmamatcher i AT&T Center i San Antonio, är ett så kallade systerlag till NBA-laget San Antonio Spurs.
Laget bildades som Utah Starzz i Salt Lake City, Utah 1997 och var ett av de åtta originallagen i WNBA. Från säsongen 1997 till och med 2002 spelade Utah Starzz i WNBA innan de inför säsongen 2003 flyttade till San Antonio och blev San Antonio Stars.

## Historia

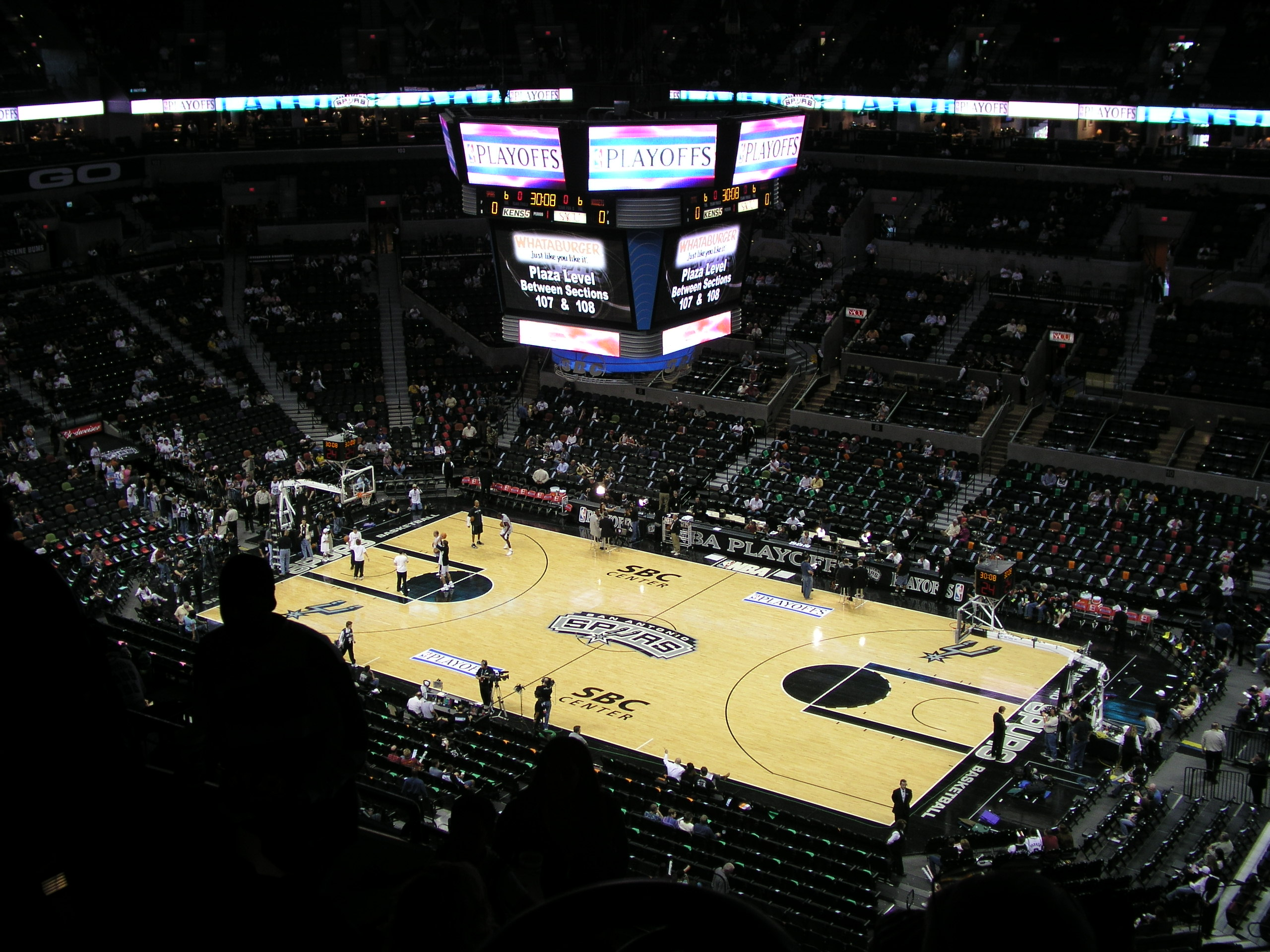
AT&T Center i väntan på match.

Efter säsongen 2002 sålde NBA alla WNBA-lag till nya ägare. Utah Starzz ägare, som även ägde Utah Jazz, ville inte behålla laget så Starzz letade efter andra lokala potentiella köpare men kunde inte hitta någon som var intresserad. Men laget undvek att upplösas då det såldes till San Antonio Spurs ägare Peter Holt som flyttade laget till San Antonio, Texas och ändrade lagets namn till Silver Stars.
San Antonios första match i ligan spelades hemma mot Seattle Storm den 24 maj 2003 och San Antonio vann matchen med 65-56. Totalt skulle San Antonio vinna tolv matcher under premiärsäsongen men de missade att gå till slutspelet, vilket de även skulle göra under de kommande tre säsongerna. Inte förrän säsongen 2007 skulle San Antonio lyckas med att ta sig till slutspelet, då de förlorade konferensfinalen mot de blivande mästarna Phoenix Mercury med 0-2 i matcher. Året efter vann San Antonio Western Conference och tog sig hela vägen fram till sin första WNBA-final där Detroit Shock blev för svåra och vann med 3-0 i matcher. Både 2009 och 2010 tog sig San Antonio åter till slutspel, men förlorade redan i första slutspelsomgången mot Phoenix Mercury båda gångerna. 2014 bytte de namn till San Antonio Stars och 2017 blev de sålda till MGM Resorts International, från och med 2018 kommer de spela som Las Vegas Aces i Mandalay Bay Events Center i Paradise i Nevada.